# Nan Balimo
Nan Balimo is een bestuurslaag in het regentschap Solok van de provincie West-Sumatra, Indonesië. Nan Balimo telt 6911 inwoners (volkstelling 2010).